# Simula
Симула (англ. Simula) — спільна назва двох мов програмування, Симула, та Симула 67, розроблених в 1960-ті роки в Норвезькому центрі комп'ютерних досліджень в Осло, Олє-Йоханом Далєм та Крістеном Нуґардом. З точки зору синтаксису, мова програмування Симула є розширенням Алголу 60.
В Симула 67 було додано об'єкти, класи, підкласи, віртуальні методи, співпрограми, симуляцію дискретних подій, та автоматичне прибирання пам'ятті.
Симула — перша об'єктно-орієнтована мова програмування. Відповідно до назви, Симулу було створено для проведення симуляцій, і потреби цієї предметної галузі створили основу для багатьох із можливостей сучасних об'єктно-орієнтованих мов програмування.
Симула знайшла застосування у великій кількості реалізацій, таких як симуляція прототипів VLSI, процесів, протоколів, алгоритмів, та інших, таких як комп'ютерна верстка, графіка та освіта.